# 土屋義彦
土屋 義彦（つちや よしひこ、1926年〈大正15年〉5月31日 - 2008年〈平成20年〉10月5日）は、日本の政治家。
参議院議員（5期）、参議院議長（第17・18代）、環境庁長官（第11代）、埼玉県知事（第54・55・56代）、埼玉県議会議員（2期）、自由民主党最高顧問、自由民主党参議院議員会長を歴任した。

## 生い立ち
土屋家は大工を営んでおり、父・澄男は家業から技術を習得し、内務省技師として茨城県行方郡潮来町（現：潮来市）に赴任していた頃に義彦が生まれた。次弟は昭二（大正製薬会長）、三弟は祐三。
義彦が6歳の時に父が急性肺炎で死去。母・初江は義彦らを残して家を去ったため、義彦と祐三は東京府北豊島郡高田町（現：東京都豊島区高田）で大工を自営していた父方の祖父母である土屋仁作・たつも夫妻に引き取られた。昭二は澄男の妹・小枝とその夫上原正吉（当時大正製薬取締役）の養子となる。祖父の仁作は高田町会議員を務めた後、静岡県賀茂郡稲梓村（現：下田市落合）に移住したため、義彦も旧制中学・豆陽中学校（現：静岡県立下田高等学校）卒業まで同地で過ごす。仁作は静岡移住後酒屋を興し、稲梓村会議員も務めたが、義彦が中学在学中に死去。義彦は中学に通いながら祖母たつもとともに酒屋を切り盛りし、祐三を育てるという苦難の少年時代を送った。義彦は中学卒業後に大学進学を希望するも、既に祖父が他界していたこともあり叶わなかった。
1945年に召集され、名古屋市の歩兵第6連隊に入隊。その後浜松市に派遣され、塹壕掘りをした。終戦により除隊となり、叔父上原正吉・小枝夫妻を頼って帰京し、大学入学を果たした。上原家に下宿し、大学に通学しながら大正製薬で働く。

## 略歴
- 1950年（昭和25年） - 中央大学商学部卒業。同年叔父で大正製薬社長であった上原正吉が参議院議員となり、その秘書を務める。
- 1959年（昭和34年） - 埼玉県議会議員選挙に自由民主党公認で立候補し初当選。叔父・正吉の全面的な支援を受ける。
- 1963年（昭和38年） - 県議に再選。
- 1965年（昭和40年） - 第7回参議院議員通常選挙に埼玉県地方区（1983年の参院選より埼玉県選挙区） から自由民主党公認で立候補し初当選（連続5回）。清和会に属する。
- 1970年（昭和45年） - 第3次佐藤内閣で防衛政務次官に就任。
- 1973年（昭和48年） - 青嵐会に参加。
- 1979年（昭和54年） - 第2次大平内閣で環境庁長官に就任し初入閣。
- 党務では、参議院幹事長　中曽根、竹下総裁の下で党参議院議員会長に就任。
- 1986年（昭和61年） - 7月、衆参同日選で自民党が圧勝。
- 1988年（昭和63年） - 藤田正明参議院議長に代わって参議院議長に就任。
- 1991年（平成3年） - 10月、参議院議長を任期途中で辞任し、埼玉県知事選挙出馬を表明。自由民主党最高顧問となる。
- 1992年（平成4年） - 参議院議員を辞職し埼玉県知事選挙出馬。初当選（連続3回）。
- 1996年（平成8年） - 次女土屋品子が衆議院議員選挙に出馬。当初埼玉県議会との関係などから反対するも、品子が無所属での立候補を表明したため了承。知事に遠慮した自民党・新進党・民主党など県政与党会派各党は候補者擁立を見送る。有力な対立候補もなく品子は圧勝した。11月、全国知事会長に就任。知事辞職まで務める。
- 2000年（平成12年） - 品子が自民党に入党。
- 2003年（平成15年） - 後述の不祥事により埼玉県知事を辞職し政界引退。日本アルゼンチン協会会長。
- 2005年（平成17年） - 日本バスケットボール協会の会長就任が決定されるも反対意見が多かったため辞退。
- 2006年（平成18年） - 静岡県下田市柿崎の遊歩道沿いに、有志が顕彰碑建立。
- 2008年（平成20年） - 10月5日、埼玉県春日部市内の自宅で午前0時30分、多臓器不全により死去[3]。

## 埼玉県知事選挙出馬とその後の影響
1991年10月、土屋は参議院議長を辞し、翌年の埼玉県知事選挙への立候補を表明する。これに対し現職の畑和も同年12月の県議会定例会で6選出馬を明言。大物同士の一騎討ちの様相となったが、金丸信と田辺誠が双方に出馬を取りやめさせようと画策。この背景には歴代首相と懇意で経世会にも近かった佐久間実・自民党県議団長（元県議会議長・元自民党埼玉県連幹事長）が「ポスト畑」に意欲を示しており、既に自民党経世会と社会党との間では、畑を引退させ佐久間を後継者とすることで話がついていたという事情があったといわれる。既に政治家としては「あがりポスト」である参議院議長を務めた土屋の突然の立候補表明は永田町では予想外の出来事であった。土屋は出馬に際して「郷土愛」や「地元に恩返しがしたい」などとその意欲を強調したが、叔父同様参議院議員連続5回当選を果たし、閣僚・議長と国政の場においてまさに位人臣を極めた土屋が一都道府県の知事の職にこだわりを見せることに首をかしげる向きも多く、三権の長である参議院議長が任期途中で辞任して地方選挙に出馬するという行為は国会の権威上相応しくないという声も挙がった。
こうした中、金丸らの意を受けた衆議院議員山口敏夫が両者の説得に当たるも不調に終わり（山口も知事の座を狙っていたといわれる）、金丸本人が双方に出馬を断念するよう申し入れた。年が改まった1992年、畑知事の実弟を含む建設業者による「埼玉土曜会」談合・献金事件が起き、疑惑が広がる中で畑は出馬を断念。政界引退を表明。一方山口・佐久間らはなお土屋の出馬取りやめを画策した。しかし土屋は清和会の支持や当時大正製薬名誉会長だった叔母上原小夜の後押しを受け、断固出馬の態度を崩さず、結局自民党推薦での立候補に至った。
土屋の県知事就任後与党会派となった自民党内にも、土屋を支持する県議と佐久間を支持する県議が現れ、土屋と佐久間との対立は収まらなかった。佐久間は土屋の地元春日部市選出の県議であり、深刻な対立に発展する様相となった。ところが1993年5月、1989年と1992年の県議会議長選挙をめぐる汚職事件が発覚し、議長となった宇津木清蔵・玉田共瑞両県議（両者とも自民党）に現金を要求した佐久間が収賄容疑で、宇津木・玉田が贈賄容疑で逮捕されるという事態となった。佐久間は自民党県議団を離団し、自民党県議はすべて土屋支持に回った。
失脚するかに見えた佐久間であったが、1995年4月の統一地方選挙埼玉県議会議員選挙に控訴中ながら立候補。一方土屋は元大正製薬販売部長で現職の春日部市議会議長だった清水寿郎（保守系無所属）を擁立し、佐久間を県議会から排除しようと図った。中傷や怪文書なども飛び交う激しい選挙戦の結果、両者とも当選した。1996年7月、佐久間の上告が棄却され、受託収賄罪で懲役1年2月・追徴金300万円の実刑が確定。佐久間は県議を辞職し、服役（自民党離党はせず党籍は維持）。県議会を舞台にした隠微な政争は終局に向かった。
出所した佐久間は1999年4月の統一地方選挙埼玉県議会議員選挙に自民党員ながら非公認非推薦で再び出馬、僅差ながら当選した。一方の清水（自民党公認）は次点で落選。佐久間は議席を回復し復権を果たした。これを受け佐久間に近しい野本陽一元県議会議長（佐久間と同期当選）らが早速「自民党員が当選した以上自民党県議団に迎えるべき」と佐久間の党県議団復団を提案した。しかし土屋直系の清水が議席を守れず土屋が機嫌を悪くしており、また佐久間が知事与党会派である自民党県議団に復団すれば余計な火種となる恐れが大きかったことから党内でも「時期尚早」と反対する声が多く、この時は復団できなかった。以後佐久間は自民党員でありながら無所属で活動（自民党員であるため個々の議決は自民党県議団と行動を共にしており、事実上知事与党議員であった）し、党活動は制限されたものの、佐久間と親しい県議も党内外に複数おり、県議会では隠然たる影響力を有した。県議会で土屋と佐久間が表立って対立することはなくなったが、土屋辞任まで友好的な関係になることはなかった。2001年12月の春日部市長選挙では土屋義彦・品子親子が支持する現職に対し、対立候補を佐久間が支援。土屋対佐久間の代理戦争と評された。結果は土屋が支援した現職三枝安茂市長が6選を果たした。
2003年4月の統一地方選挙埼玉県議会議員選挙では佐久間（自民党籍・非公認非推薦）・清水（自民党公認）ともに当選。再び対立が表面化する様相となったが、同年7月、ダスキン不正支出事件をきっかけとなり、土屋の政治資金管理団体をめぐる問題で土屋の長女市川桃子が逮捕され、土屋が県知事を辞職し政界引退。捜査機関から知事公舎を家宅捜索され、土屋本人は起訴猶予、長女の桃子には有罪が確定した。県政における両者の政争は完全に終わったが、佐久間は自民党員でありながら自身が所属する支部の支部長である品子を支援しないなど、その後も対立が尾を引いた。
土屋辞職後の知事選で佐久間は民主党出身ながら保守色の強い上田清司を支援し、その当選を歓迎。野党会派となった自民党県議団を上田知事に引き合わせ与党会派化するなど、再び影響力を増しているといわれた。2007年4月の統一地方選挙埼玉県議会議員選挙で9選を果たした佐久間は自民党県議団に復帰した。一方清水は落選したが、土屋の死の直後の2008年11月に行われた補欠選挙に立候補。品子らの支援を受け3選を果たした。しかしこの出馬の際清水は自民党を離党、自民党の推薦も受けず、政治団体「かすかべ元気塾」を届出。県議会では無所属で活動した。

## 「大物知事」としての県政とその功罪
- 三権の長経験者として県内外に存在感を示し、前任者畑和の長期県政（5期20年）により弛緩した県庁の雰囲気を改め、県民サービスに努めた。しかしそれ以上に非常に権力意識が強く、職員に対し高圧的で命令口調であったと言われる。
- 保守県政に転換し、県議会多数派の自民党と良好な関係を築いた。一方畑県政の主要施策の一つであったさいたま新都心構想については、これをすべて継承し、引き続きその整備に当たった。
- 「首都圏連合」を構想。青嵐会結成以来親密であった石原慎太郎が東京都知事に就任すると、石原と連携した。石原とともに、日本国政府に「圧力」をかける場面も。神奈川県知事の岡崎洋も加わり、首都圏広域行政構想を推進した。この首都圏連合構想は、後任の上田清司・松沢成文（前・神奈川県知事）に継承される。
- 政府・自民党に対し強い影響力を行使した。日本国政府との交渉では、中央省庁の担当官僚ではなく、内閣総理大臣や国務大臣・自民党党三役などに直接要請することもしばしばであった。
- 地方制度改革を目標とし、地方分権を提唱した（参考:都道府県独立国家論）。また県内各市町村に50を超える権限を委譲するとともに「くにづくり助成金」を支給、財政援助を行った。
- 埼玉都民の利便性向上のため、東京都新宿区の新宿駅西口に出先機関「埼玉県情報センター新宿」（愛称・「埼玉県領事館」）を設置。日本国旅券の発行申請や住民票の交付などの埼玉県民向けの窓口業務を行う。このような機関の設置は全国初のことであり注目された。当初県庁の県外業務を問題視した自治省の制止にあったものの、知事が宮沢喜一首相に直接掛け合い、開設を実現した（2005年3月、業務合理化のため廃止）。
- 就任直後、タモリの発言で流行していた「ダ埼玉」のネガティブイメージからの返上に力を入れた。土屋は埼玉県を「ダサイタマ」と呼ばれることについて、本気で怒っていた[4]。地元への郷土愛が薄いと言われた埼玉県民の愛郷心向上を目的として、埼玉県の愛称『彩の国』を提案。シンボルマークを制定し、広報活動を展開した。この愛称は、彩の国大学コンソーシアムなど県内各方面で使用されている（ただし愛称の「彩の国」は畑和時代に決定している）。「彩の国」の呼称とシンボルマークは、土屋が県下企業への使用を呼びかけたこともあって、埼玉りそな銀行・武蔵野銀行・西武鉄道・東武鉄道などが採用した。他にも、埼玉県のイメージアップ戦略の一環として、県内の芸術・文化の振興を重視、1994年には与野市内に彩の国さいたま芸術劇場を開設した。川口市出身の演出家、蜷川幸雄が手がける演劇公演の初演を数多く上演した。更に芸術劇場の認知度を上げるべく、参議院議長時代の人脈を駆使して、外国王族や政治家、駐日大使などを連日招待。国内外における劇場の評価を高めた。
- また、埼玉県のイメージを下げる評価には、色をなして反論した。埼玉県が毎年最下位に位置づけられていた、経済企画庁（当時）の「国民生活指標」、いわゆる「豊かさ指標」に対し猛烈な抗議を行い、1999年（平成11年）を最後に、同ランキングは消滅した。
- 国会議員時代から、環境問題や国土緑化・森林保全・公園整備などを専門としている。戸田市の荒川河川敷に設けられた貯水池を「彩湖」と命名し、周囲を緑地公園として整備した。また全国都道府県では初となる絶滅危惧種についての「レッドデータブック」を刊行。環境管理システムの国際標準規格ISO14001の認定も取得している。
- 2002年、FIFAワールドカップ日韓大会に伴い、さいたま市内に収容人員6万人を超える巨大スタジアム「埼玉スタジアム2002」を整備、試合開催地誘致に成功した。決勝戦会場を巡って横浜市（横浜国際総合競技場）と激しく争い、決勝戦は横浜に譲ったものの、グループリーグHの日本戦の初戦（日本対ベルギー）と準決勝（ブラジル対トルコ）の開催を実現した。
- 公共事業を多く盛り込んだ膨張型予算による、放漫な財政運営がバブル崩壊の影響を受け、11年の在任期間の間に、埼玉県の債務は8,000億円から2兆8,000億円へと4倍に増大した。畑知事や上田知事時代には考えられない予算額で、埼玉県の赤字財政を最悪に追い込んだ。
- 県政に私情を挟む場面も見られた。埼玉高速鉄道線（2001年3月開業）の浦和美園駅以北の延伸計画について、2000年の運輸政策審議会答申第18号において、「2015年までの開業が適当な路線」として浦和美園〜岩槻〜蓮田が挙げられた。この答申は、中央政界や官公庁に大きな影響力を有していた知事の手腕が発揮されたものとされる。しかし決定の直後に延伸先の蓮田市にて開かれた「延伸感謝の会」（知事後援会の会合）に200人しか集まらないことに知事が激怒、後に別の会合にて「蓮田市は知事のありがたみが分かっていない。蓮田に持っていかずに（岩槻で）止めてもいい」と本音を吐露し、埼玉新聞などに掲載される騒ぎとなった。2005年9月、「埼玉高速鉄道延伸検討委員会」は岩槻駅で東武野田線への直通運転についても検討を行うことになり、大宮ルートと春日部ルートの2方向の案が提起されている。同委員会では先行整備区間である岩槻延伸についての検討を行っており蓮田延伸構想は検討されていない（ただし、東武野田線との直通運転を行う場合でも、蓮田に延伸することが可能なよう配慮はしている）。
- 妻の栞や長女の市川桃子夫妻が頻繁に知事室に出入りし、県職員に直接「指示」を出すなど公私混同が目立った。桃子は県発注の公共事業をめぐって建設業者の口利き・斡旋を行うなど県政に介入。次女土屋品子の「殿様選挙」ぶりもあり、「土屋王国」と揶揄される。なお、市川桃子は2005年に自己破産した。
- 1996年、入間郡越生町に埼玉県と「日本さくらの会」が共同で「桜の郷・彩花苑」を建設し、同地を観光地化する計画を発表したが、「かえって自然環境を破壊する」や「越生は梅の町」との反対の声が上がり、計画は停止された。次女の品子が「日本さくらの会」の理事を務めていたことから、知事の私的な動機による計画ではないかとの疑いが持たれた。
- 2001年、秩父郡吉田町（現：秩父市吉田地域）・同郡小鹿野町に合角ダム（かっかくダム）が完成した。2003年、埼玉県と吉田町・小鹿野町がダム湖名を公募したところ、「もも湖」「桃湖」など「ももこ」が一番多かった。投票理由は「桃源郷にしたい」等であった。審査委員会は地域名を付して「西秩父桃湖」という名称にすることを決定。現在もこの湖名であるが、市川桃子の名と同じ読みであったため、建設業者などが知事や市川桃子の歓心を買うべく、組織票を投じることによって「ももこ」という名前にしようとしたのではないかと報じられる。県政私物化の象徴的事例として話題となった。
- 同じく2001年、秩父郡荒川村（現・秩父市）に浦山ダムが完成。ダム湖は「秩父さくら湖」と名付けられた。品子が「日本さくらの会」の理事を務めていたことから、この湖名も「西秩父桃湖」同様、娘にちなんだものではないかとの噂が流れた。
- 2006年に顕彰碑が立てられた静岡県下田市でも、「地域振興の協力者」という評価と「埼玉県政を私物化した」批判という賛否両論がある。
- 2006年バスケットボール世界選手権決勝ラウンドのさいたまスーパーアリーナ招致に成功。その功績から、日本バスケットボール協会の会長職に一度は決まっていたが、協会内外の反発に遭い辞退している。

## 人物
- 妻の栞は上原家の娘（上原正吉の兄上原長十郎の息子金一の娘。つまり上原正吉の甥の娘）で親戚筋にあたる。事実上養父母であった上原正吉・小夜夫妻の存在もあり、家では「かかあ天下」であったという。叔母夫妻や妻の影響力が強く、「女系家族」であったことも県政に長女が介入するに至る素地を作ったとされる。
- 春日部市の屋敷は叔母夫妻から貰ったと噂される。
- 実母との再会を果たすことなくこの世を去った。母の消息は不明。母親への思いは強く、知事在任中、記者会見において「（母は）こんなよい子（自分）を残して家を出たことを後悔しているだろう」と目を潤ませながら語ったことがある。
- 鷹揚に構えていることが多く、視察先で子供に無邪気に話しかけるなど、温厚で気さくな人柄であった。実際は資産家（上原家は長者番付の常連）であるが、少年時代の苦労もあり、庶民派であることにこだわりを持っていた。

## 不祥事

### 政治資金規正法違反
2003年（平成15年）7月　自身の政治資金管理団体「地方行政研究会」の1億円を超える献金記載漏れが発覚。政治資金規正法違反で長女市川桃子が逮捕される。当初強気の姿勢を見せ、職に留まることを明言していたが、ついに知事を辞職。自身も東京地検特捜部の事情聴取を受けたが、起訴猶予処分となる。

## 晩年
埼玉県春日部市に在住し、自由民主党最高顧問、社団法人日本・アルゼンチン協会会長、日本・ニカラグア友好協会名誉会長などを務めた。
桃子逮捕の影響もあり、知事辞職直後は公職・名誉職を辞退。隠遁生活に近い状態であったが、2004年に出前芝居の劇団に入り、老人福祉施設などを慰問。ハーモニカ演奏などを披露していた。政治的影響力を失い脚光を浴びることも少なくなっていた中、童謡などを演奏しては聴衆から拍手喝采を浴び、満足げな様子であったという。
政治活動は、娘・品子の後援活動のほかは控えていたが、2005年夏の第44回衆議院議員総選挙の頃から、埼玉県内の自民党の集会に招待されるなど、「前知事」として政治の表舞台に再び登場した。
2007年4月の統一地方選挙では埼玉県内を回り、現職中に自身を支持していた自民党県議や県内自治体首長などの集会にも参加し支援。5月に開かれた第21回参議院議員通常選挙に向けての自民党の総決起集会には、森喜朗元首相とともに来賓として招かれ、「トップ当選を」と鼓舞激励し、埼玉県選挙区候補者の古川俊治に発破をかけた。
土屋の死去に際し、長年政敵として対立し、春日部市の保守勢力を二分して争った、自由民主党県議会議員佐久間実は「国が大変な時に、国政とも太いパイプを持つ前知事が亡くなったのは残念」と語り、哀悼の意を表明した。
2009年2月24日、「前埼玉県知事　故土屋義彦氏を偲ぶ会」が行われた。土屋が建設を推進したさいたまスーパーアリーナ（さいたま市中央区、さいたま新都心のメイン施設）が会場となり、県民や政財界関係者ら約4000人が参列した。参列者の中にはタイ、パラオなどの駐日特命全権大使の姿もあった。後任の知事上田清司が「前埼玉県知事　故土屋義彦氏を偲ぶ会」実行委員長を務め、元内閣官房副長官石原信雄らが弔辞を述べた。

## 選挙歴
| 当落                                     | 選挙                     | 施行日        | 選挙区       | 政党       | 得票数    | 得票率 | 得票順位 /候補者数 | 比例区 | 比例順位 /候補者数 |
| ---------------------------------------- | ------------------------ | ------------- | ------------ | ---------- | --------- | ------ | ------------------ | ------ | ------------------ |
| 当                                       | 第7回参議院議員通常選挙  | 1965年7月4日  | 埼玉県地方区 | 自由民主党 | 298,592   | 29.0   | 2/5                | -      | -                  |
| 当                                       | 第9回参議院議員通常選挙  | 1971年6月27日 | 埼玉県地方区 | 自由民主党 | 553,308   | 44.3   | 1/3                | -      | -                  |
| 当                                       | 第11回参議院議員通常選挙 | 1977年7月10日 | 埼玉県地方区 | 自由民主党 | 659,169   | 32.6   | 1/6                | -      | -                  |
| 当                                       | 第13回参議院議員通常選挙 | 1983年6月26日 | 埼玉県地方区 | 自由民主党 | 605,516   | 33.2   | 1/6                | -      | -                  |
| 当                                       | 第15回参議院議員通常選挙 | 1989年7月23日 | 埼玉県地方区 | 無所属     | 627,275   | 25.1   | 2/12               | -      | -                  |
| 当                                       | 1992年埼玉県知事選挙     | 1992年6月21日 | 埼玉県       | 無所属     | 906,851   | 58.5   | 1/5                | -      | -                  |
| 当                                       | 1996年埼玉県知事選挙     | 1996年6月23日 | 埼玉県       | 無所属     | 1,122,041 | 67.7   | 1/5                | -      | -                  |
| 当                                       | 2000年埼玉県知事選挙     | 2000年6月25日 | 埼玉県       | 無所属     | 2,185,315 | 68.8   | 1/3                | -      | -                  |
| 当選回数8回 （参議院議員5・埼玉県知事3） |                          |               |              |            |           |        |                    |        |                    |

## 栄典
- 1999年4月29日：勲一等旭日桐花大綬章
- 2001年3月25日：早稲田大学名誉博士（法学）
- 2008年10月5日：従二位
- 2021年12月20日：春日部市名誉市民[2]

## 著書
- 『運は天にあり 私の履歴書』1998年11月 日本経済新聞社 ISBN 4-532-16289-0
- 『小が大を呑む 埼玉独立論』1997年2月 講談社 ISBN 4-06-208266-7
- 『彩の国づくり日々刻々 土屋義彦埼玉県知事記者会見採録 1998/10〜1999/9 埼玉新聞社/編 2000年2月 埼玉新聞社 ISBN 4-87889-207-2
- 『彩の国づくり日々刻々 土屋義彦埼玉県知事記者会見採録 第2集 2002/2〜2003/1』 埼玉新聞社/編 2003年3月 埼玉新聞社 ISBN 4-87889-242-0